# Roches-Bettaincourt
Roches-Bettaincourt est une commune française, située dans le département de la Haute-Marne en région Grand Est.

## Géographie

### Hydrographie
La commune est dans la région hydrographique « la Seine de sa source au confluent de l'Oise (exclu) » au sein du bassin Seine-Normandie. Elle est drainée par le Rognon, la Joux, divers bras du Rognon, le cours d'eau 01 de la Forêt de Cultrut, le Rognon, le ruisseau Bouillon et,.
Le Rognon, d'une longueur de 73 km, prend sa source dans la commune de Is-en-Bassigny et se jette  dans le canal de la Marne à la Saône à Mussey-sur-Marne, après avoir traversé 17 communes. 

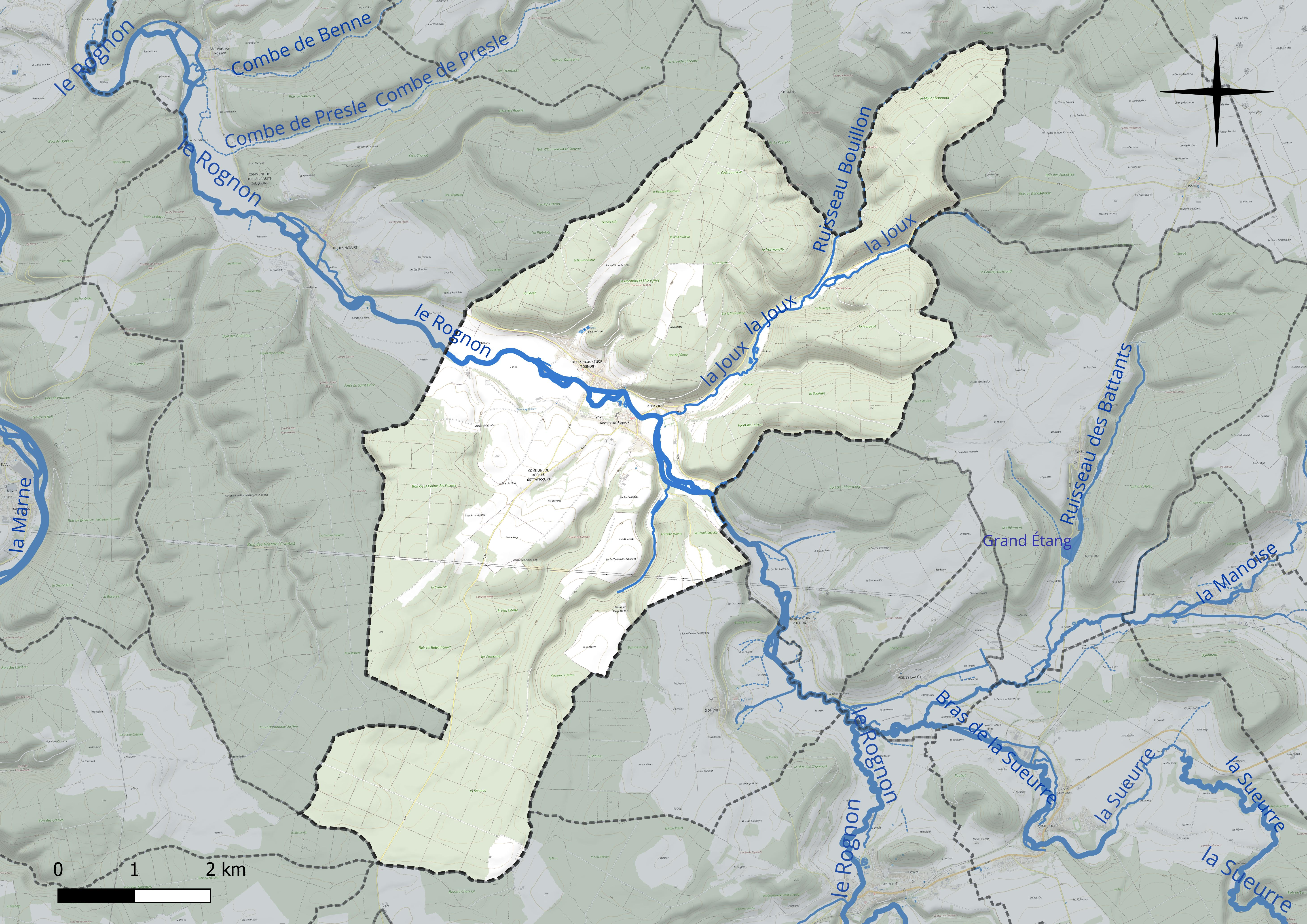
Réseau hydrographique de Roches-Bettaincourt.

### Climat
Pour des articles plus généraux, voir Climat du Grand Est et Climat de la Haute-Marne.
En 2010, le climat de la commune est de type climat de montagne, selon une étude du Centre national de la recherche scientifique s'appuyant sur une série de données couvrant la période 1971-2000. En 2020, Météo-France publie une typologie des climats de la France métropolitaine dans laquelle la commune est exposée à un climat océanique altéré et est dans la région climatique  Lorraine, plateau de Langres, Morvan, caractérisée par un hiver rude (1,5 °C), des vents modérés et des brouillards fréquents en automne et hiver. 
Pour la période 1971-2000, la température annuelle moyenne est de 9,9 °C, avec une amplitude thermique annuelle de 16,4 °C. Le cumul annuel moyen de précipitations est de 1 028 mm, avec 13,8 jours de précipitations en janvier et 9,5 jours en juillet. Pour la période 1991-2020, la température moyenne annuelle observée sur la station météorologique de Météo-France la plus proche, « Busson_sapc », sur la commune de Busson à 8 km à vol d'oiseau, est de 10,1 °C et le cumul annuel moyen de précipitations est de 1 085,5 mm. 
La température maximale relevée sur cette station est de 39,1 °C, atteinte le 25 juillet 2019 ; la température minimale est de −17,7 °C, atteinte le 5 janvier 1995,,. 
Les paramètres climatiques de la commune ont été estimés pour le milieu du siècle (2041-2070) selon différents scénarios d'émission de gaz à effet de serre à partir des nouvelles projections climatiques de référence DRIAS-2020. Ils sont consultables sur un site dédié publié par Météo-France en novembre 2022.

## Urbanisme

### Typologie
Au 1er janvier 2024, Roches-Bettaincourt est catégorisée commune rurale à habitat dispersé, selon la nouvelle grille communale de densité à sept niveaux définie par l'Insee en 2022.
Elle est située hors unité urbaine. Par ailleurs la commune fait partie de l'aire d'attraction de Chaumont, dont elle est une commune de la couronne,. Cette aire, qui regroupe 112 communes, est catégorisée dans les aires de 50 000 à moins de 200 000 habitants,.

### Occupation des sols
L'occupation des sols de la commune, telle qu'elle ressort de la base de données européenne d’occupation biophysique des sols Corine Land Cover (CLC), est marquée par l'importance des forêts et milieux semi-naturels (75,9 % en 2018), en diminution par rapport à 1990 (76,8 %). La répartition détaillée en 2018 est la suivante : 
forêts (73,7 %), terres arables (14 %), prairies (8,2 %), milieux à végétation arbustive et/ou herbacée (2,2 %), zones urbanisées (1,2 %), zones agricoles hétérogènes (0,7 %). L'évolution de l’occupation des sols de la commune et de ses infrastructures peut être observée sur les différentes représentations cartographiques du territoire : la carte de Cassini (XVIIIe siècle), la carte d'état-major (1820-1866) et les cartes ou photos aériennes de l'IGN pour la période actuelle (1950 à aujourd'hui).

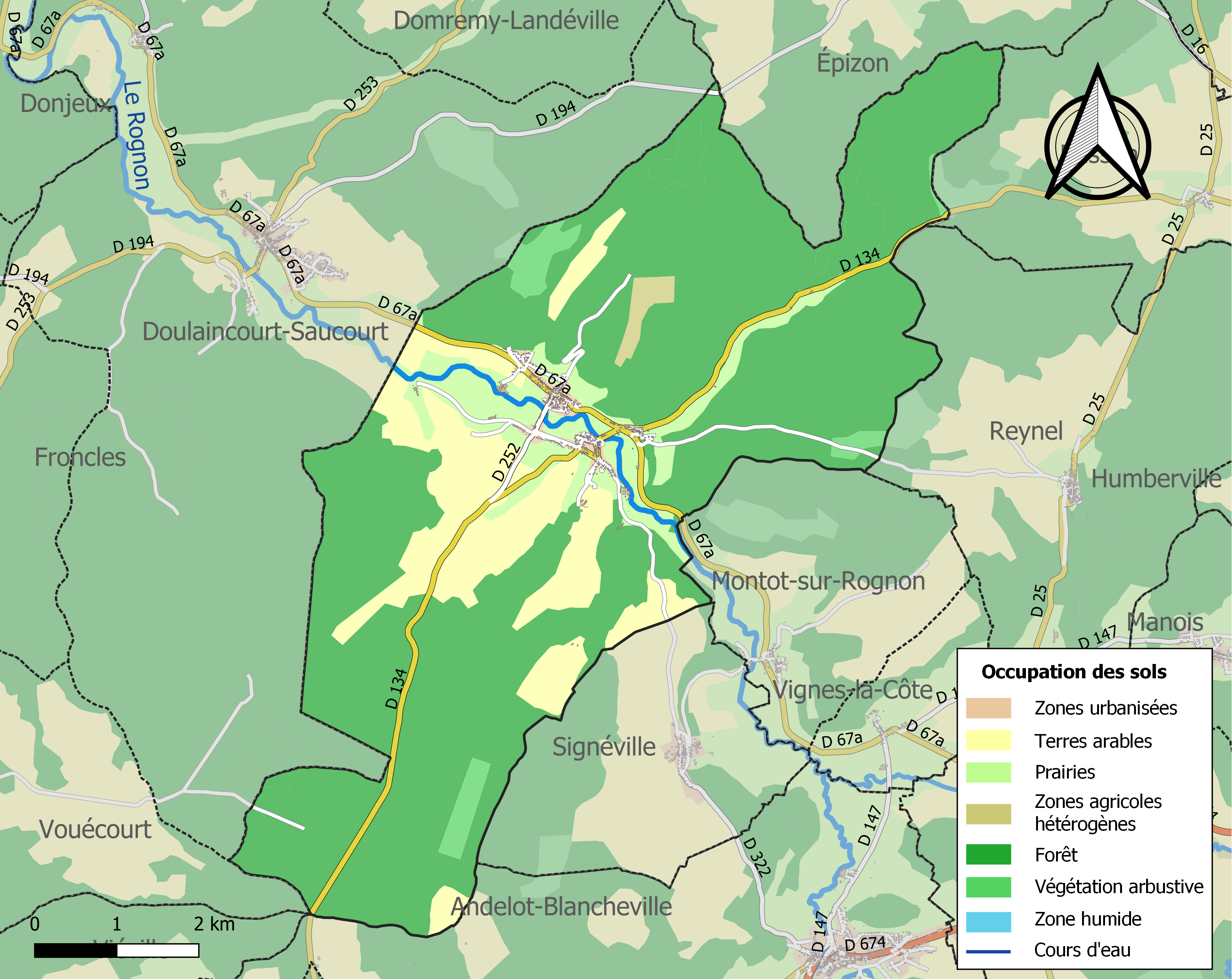
Carte des infrastructures et de l'occupation des sols de la commune en 2018 (CLC).

## Histoire
Le village de Roches-Bettaincourt est la réunion de deux communes, Roches-sur-Rognon et Bettaincourt. Roches est elle-même divisée en deux hameaux, un principal et un faubourg, délimité par la route départementale, appelé Cultru, ancien Curtru dont le nom latin est, peut-être, Curtus Rivus.

## Politique et administration
| Période                                  | Période   | Identité             | Étiquette | Qualité |
| ---------------------------------------- | --------- | -------------------- | --------- | ------- |
| 2014                                     | En cours  | Laurent Hasselberger |           |         |
| mars 2008                                | 2014      | Denis Soprani        |           |         |
| mars 2001                                | mars 2008 | Angelo Manzoni       |           |         |
| avant 1988                               | ?         | Robert Guerre        |           |         |
| Les données manquantes sont à compléter. |           |                      |           |         |

## Population et société

### Démographie

#### Évolution démographique
L'évolution du nombre d'habitants est connue à travers les recensements de la population effectués dans la commune depuis 1793. Pour les communes de moins de 10 000 habitants, une enquête de recensement portant sur toute la population est réalisée tous les cinq ans, les populations de référence des années intermédiaires étant quant à elles estimées par interpolation ou extrapolation. Pour la commune, le premier recensement exhaustif entrant dans le cadre du nouveau dispositif a été réalisé en 2005.

En 2022, la commune comptait 527 habitants, en évolution de −8,35 % par rapport à 2016 (Haute-Marne : −4,62 %, France hors Mayotte : +2,11 %).
| 1793 | 1800 | 1806 | 1821 | 1831 | 1836 | 1841 | 1846 | 1851 |
| ---- | ---- | ---- | ---- | ---- | ---- | ---- | ---- | ---- |
| 307  | 362  | 344  | 400  | 463  | 496  | 606  | 641  | 625  |

| 1856 | 1861 | 1866 | 1872 | 1876 | 1881 | 1886 | 1891 | 1896 |
| ---- | ---- | ---- | ---- | ---- | ---- | ---- | ---- | ---- |
| 683  | 778  | 711  | 652  | 649  | 616  | 570  | 566  | 560  |

| 1901 | 1906 | 1911 | 1921 | 1926 | 1931 | 1936 | 1946 | 1954 |
| ---- | ---- | ---- | ---- | ---- | ---- | ---- | ---- | ---- |
| 576  | 507  | 523  | 508  | 515  | 501  | 480  | 405  | 459  |

| 1962 | 1968 | 1975 | 1982 | 1990 | 1999 | 2005 | 2006 | 2010 |
| ---- | ---- | ---- | ---- | ---- | ---- | ---- | ---- | ---- |
| 449  | 421  | 694  | 750  | 636  | 598  | 607  | 618  | 629  |

| 2015 | 2020 | 2022 | - | - | - | - | - | - |
| ---- | ---- | ---- | - | - | - | - | - | - |
| 579  | 544  | 527  | - | - | - | - | - | - |

## Lieux et monuments

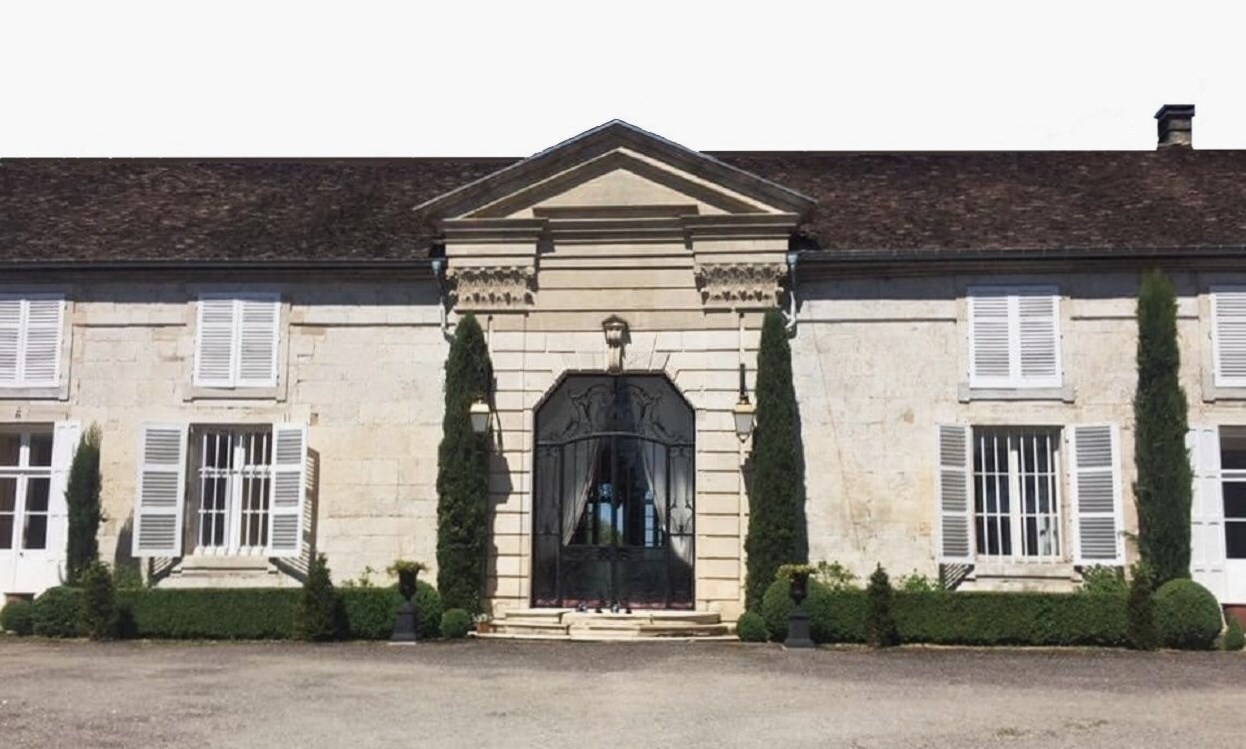
le Château de Roches-sur-Rognon

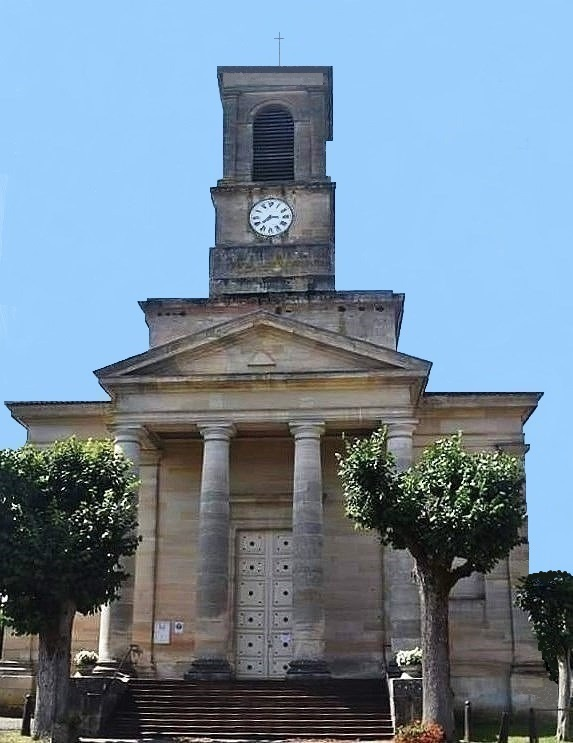
L'église Notre-Dame-en-sa-Nativité de Roches-sur-Rognon

- L'église Notre-Dame-en-sa-Nativité de Roches-sur-RognonAncienne forge, devenue par la suite une tréfilerie, puis une usine vouée à la fabrication de pointes (clous) et de grillage à mailles hexagonales. Elle a fermé dans les années 1970.
- Château de Roches-sur-Rognon (XVIIe siècle).
- Les deux églises : la commune résultant de la fusion de deux villages autrefois indépendants, possède deux églises, l'une à Roches, l'autre à Bettaincourt.
- Celle de Roches a été construite peu après la proclamation par le pape Pie IX (le 8 décembre 1854 dans la bulle Ineffabilis Deus) du dogme de l' Immaculée Conception, d'où le sujet de la fresque centrale décorant son chœur (les deux autres illustrent, à gauche l' Annonciation, à droite la Visitation).
- Le chœur de celle de Bettaincourt  possède également plusieurs fresques. Celles de la voûte juxtapose plusieurs scènes de l'Histoire Sainte. L'une de ces scènes représente l'empereur du Saint-Empire romain germanique Henri IV agenouillé devant le pape Grégoire VII pour que ce dernier lève l'excommunication qui le frappait :  fait historique de 1077 ayant donné l'expression " aller à Canossa ". 
  - Quant à la fresque de la paroi du fond du chœur elle représente une "Cène", c'est-à-dire le moment où selon la foi chrétienne Jésus a institué l'Eucharistie en présence de tous ses douze apôtres. Cette fresque semble à première vue entachée d'erreur : onze apôtres seulement semblent y figurer, comme si l'un d'eux, Judas, avait déjà quitté les lieux pour livrer Jésus aux Pharisiens. En réalité l'un des 12 apôtres figure presque caché: la "boule noire" visible à droite est le sommet de son crâne avec ses cheveux noirs.
  - Les deux grands tableaux de part et d'autre de l'entrée, dans la nef, sur l'enfance du Christ, signés J.Fin, semblent bien dus à José Fin, pseudonyme de José Vilato-Ruiz, peintre espagnol né en 1916 à Barcelone, mort à Paris en 1969.
- Source de la Dhuit : site d'initiation à la plongée souterraine (développement : 405 m, comprenant 3 siphons de respectivement 35 m, 65 m et 155 m)[20],[21]

## Personnalités liées à la commune
- Claude de Jouffroy d'Abbans (1751-1832), un des inventeurs de la navigation à vapeur, est né à Roches-sur Rognon.
- Marcel Thil (1904-1968), boxeur, sa famille se réfugie à Bettaincourt, dans la maison de sa grand-mère, de 1914 à 1922[22].
- André Sorret (1918-1949), militaire et résistant français, Compagnon de la Libération, né à Bettaincourt.